# 額哲克
額哲克（？年—？年），字惟初，富察氏，荆州駐防滿洲正紅旗人，咸豐壬子翻译举人，癸丑翻译进士。

## 生平
- 工部主事
- 工部員外郎
- 韶州府知府
- 調高州府知府[1][2]